# ارتفاع ضغط الدم والدماغ

رسم ارتفاع ضغط الدم

ارتفاع ضغط الدم هي حالة تتميز بارتفاع ضغط الدم وتشمل توابعها الطويلة المدى أمراض القلب والأوعية الدموية وأمراض الكلى وأورام الغدة الكظرية وضعف البصر وفقدان الذاكرة والمتلازمة الأيضية والسكتة الدماغية والخرف.

## نبذة
يصاب ما يقرب من 1 من كل 2 أمريكيين بهذه الحالة وتظل سببًا مساهمًا في الوفاة في الولايات المتحدة. هناك العديد من العوامل الوراثية والبيئية المرتبطة بتطور ارتفاع ضغط الدم بما في ذلك العوامل الوراثية والنظام الغذائي والإجهاد.

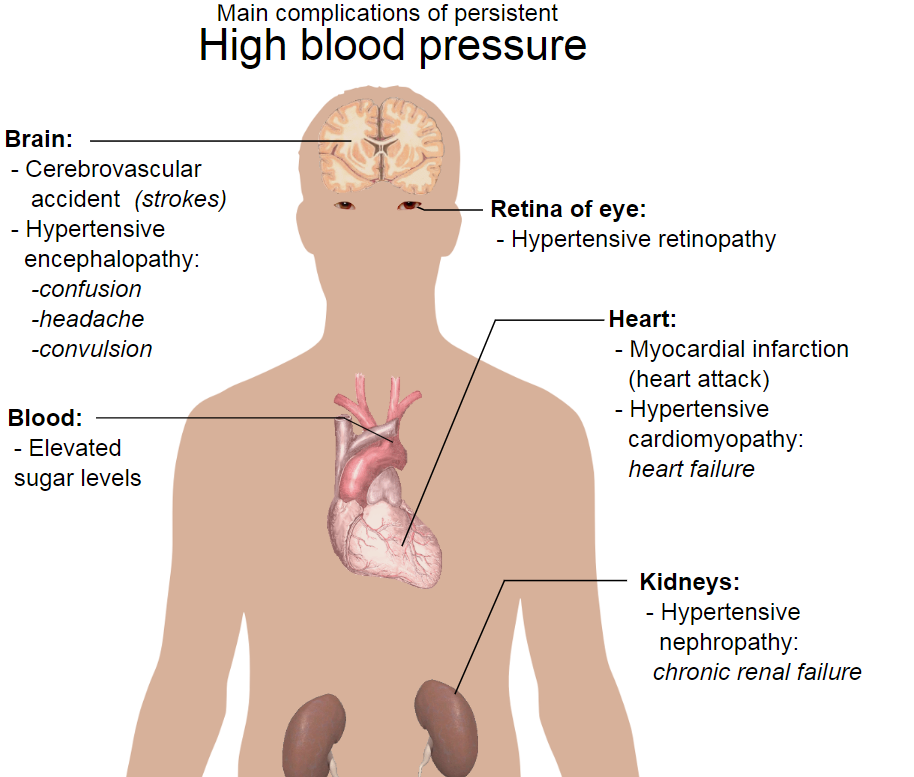
مضاعفات ارتفاع ضغط الدم

يعد الدماغ أحد الأعضاء الرئيسية التي تتأثر بارتفاع ضغط الدم. وقد ربطت النتائج الحديثة بين ارتفاع ضغط الدم وبين أشكال مختلفة من التدهور المعرفي. فلا يؤثر ارتفاع ضغط الدم على التركيب الخلوي والتركيب الجزيئي للأوعية الدموية (الشرايين والأوردة والشعيرات الدموية) وحسب، وإنما يطال تأثيره أيضًا على قدرتها على تنظيم الوظائف الحيوية الضرورية لتأدية الدماغ لوظائفه بصورة صحية التي تتمثل في توصيل الأكسجين والجلوكوز والتحكم في البيئة الدماغية عبر الحاجز الدموي الدماغي، ونقل الخلايا المناعية والمنتجات الأيضية الثانوية. وتؤدي هذه التأثيرات الناتجة عن ارتفاع ضغط الدم في النهاية إلى آفات المادة البيضاء، التي تشكل الأساس المرضي لارتفاع ضغط الدم الناجم عن الضعف الإدراكي. كما أظهرت الدراسة التي أجراها المعهد الوطني للشيخوخة (NIA) التي قامت بقياس القدرات الإدراكية في عينة الدراسة بعد 20 عامًا من قياس ضغط دمهم، أن هناك زيادة بنسبة 9 ٪ في خطر التدهور المعرفي لكل زيادة بمقدار 10 ملم زئبقي في ضغط الدم الانقباضي. إضافة إلى ذلك، تظهر دراسة مخاطر تصلب الشرايين في المجتمعات المعرفية أن أولئك الذين يعانون من سوابق ارتفاع ضغط الدم أو ارتفاع ضغط الدم لم يكن أداؤهم مرضيا في سرعة المعالجة للبيانات وفيما يتعلق بالذاكرة قصيرة المدى وفي الاختبارات للوظائف التنفيذية. ويعتبرارتفاع ضغط الدم عامل خطر بارز لاثنين من أمراض الدماغ الرئيسية هما: السكتة الدماغية والخرف حيث يمثل ما يقرب من 50 ٪ من الوفيات الناجمة عن السكتة الدماغية أو أمراض القلب وفقًا لمنظمة الصحة العالمية (WHO).

## ارتفاع ضغط الدم

### ارتفاع ضغط الدم الأساسي والثانوي
ارتفاع ضغط الدم الأساسي ، الذي يعرف أيضًا باسم ارتفاع ضغط الدم الضروري، ينتج نتيجة للارتفاع المستمر في قوة الدم التي يتم ضخه إلى جميع أنحاء الجسم، في حين أن ارتفاع ضغط الدم الثانوي ينتج نتيجة لارتفاع ضغط الدم بسبب حالة طبية أخرى. ومن الأمراض التي يمكن أن تسبب ارتفاع ضغط الدم الثانوي: اعتلال الكلى السكري ، ومرض الكبيبات، ومرض الكلى المتعدد الكيسات ، ومتلازمة كوشينغ ، وورم القواتم، وفرط الألدوستيرونية، وانقطاع النفس النومي ، والسمنة ، والحمل . في أغلب الأحيان لا توجد أعراض محددة لهذا المرض. وهناك بعض العلامات التي يمكن للمرء أن يستدل بها على الإصابة بارتفاع ضغط الدم الثانوي وليس الأساسي مثل: الظهور المفاجئ لارتفاع ضغط الدم قبل سن 30 أو بعد 55 ، وعدم وجود تاريخ عائلي لارتفاع ضغط الدم، عدم استجابة ارتفاع ضغط الدم للأدوية (ارتفاع ضغط الدم المقاوم) ، عدم وجود أي علامات للسمنة.

## الاعتلالات الدماغية

### ارتفاع ضغط الدم والسكتة الدماغية
يشكل ارتفاع ضغط الدم السبب الرئيسي للسكتات الدماغية، وقد بينت بعض الدراسات دوره في زيادة خطر الإصابة بالسكتة الدماغية بنسبة 220%. تعتبر السكتة الدماغية السبب الرئيسي للإعاقات طويلة الأمد. يؤدي ارتفاع ضغط الدم إلى إضعاف الشرايين (مرض الأوعية الدموية الدقيقة)، ويزيد احتمال انسداد الأوعية الدموية و/ أو تمزقها. يحدث الاحتشاء الفجوي عندما يصاب أحد الشرايين بالانسداد، بينما يحدث النزف الدماغي عندما يتمزق أحد الأوعية الدموية. يكون الدماغ أكثر عرضة للأذيات الإقفارية عندما يضطرب إمداده بالدم والأكسجين. يؤدي ارتفاع ضغط الدم إلى إلحاق الضرر بشرايين المقاومة الصغيرة التي تغذي المحفظة الداخلية وجذع الدماغ والمهاد والمخيخ والعقد القاعدية، ويسبب موت الخلايا وتآكل الأنسجة. تسرع الخثرات الدموية وتيرة تصلب الشرايين الذي يزيد سماكة الشرايين وتصلبها. يعتبر ارتفاع ضغط الدم أكبر عامل خطر للسكتة الدماغية، ويعتبر تلف الأنسجة الناجم عنها أحد عوامل الخطر الرئيسية للتدهور المعرفي. بناءً على ذلك، قد يلعب خطر الإصابة بالسكتة الدماغية دور الوسيط في العلاقة بين ضغط الدم والإدراك. يشكل ضبط ضغط الدم الخط العلاجي الأول للوقاية من السكتة الدماغية إلى جانب تعديلات نمط الحياة بالطبع. تظهر الأدوية الخافضة للضغط تأثيرًا وقائيًا ضد الإعاقات المعرفية المرتبطة بالسكتة الدماغية.
ارتفاع ضغط الدم ← مرض الأوعية الدموية الصغيرة ← احتشاء فجوي & نزف دماغي ← تلف الأنسجة.

### ارتفاع ضغط الدم والخرف الوعائي
يتطور الخرف الوعائي عندما تتلف الأوعية الدموية في الدماغ؛ إذ يؤدي ذلك إلى توقف إمداد خلايا الدماغ بالعناصر الغذائية التي تحتاجها لتأدية وظائفها. ينخفض التدفق الدموي ويصبح غير كافٍ عند ارتفاع الضغط، وهذا يؤثر على الجملة الوعائية في الدماغ، مسببًا تغيرات في الحاجز الدموي الدماغي وتدفق الدم في المخ، ويؤدي في النهاية إلى إضعاف البنى الدماغية ووظائفها. يتسم الخرف الوعائي باحتشاءات إقفارية ونزوف دماغية وآفات في المادة البيضاء واضطراب وظيفة الحاجز الدموي الدماغي و/ أو تنكس في الأوعية الدموية الدقيقة.
وفقًا للعديد من الدراسات الطولية والمستعرضة، يعتبر ارتفاع ضغط الدم عامل خطر شائع للإصابة بالخرف الوعائي لدى المشاركين الذين تتراوح أعمارهم بين 58 ~ 90 عام. ووفقًا لتحليل تلوي للدراسات الطولية والمستعرضة،  يرتفع احتمال الإصابة بالخرف الوعائي لدى المرضى الذين يعانون من ارتفاع ضغط الدم بنسبة 59% مقارنةً بالمرضى طبيعيي الضغط.

### ارتفاع ضغط الدم ومرض آلزهايمر
لا يوجد ارتباط مباشر بين ارتفاع ضغط الدم ومرض آلزهايمر، ومع ذلك، يرتبط ارتفاع ضغط الدم المزمن بتشكل آفات في المادة البيضاء واحتشاءات فجوية ولويحات عصبية التهابية وتشابكات ليفية عصبية، وتعتبر جميعها من السمات المرضية لمرض آلزهايمر.
وفقًا لدراسة فرامنغهام عام 1993، يرتبط ضغط الدم غير المعالج ارتباطًا عكسيًا بالوظيفة المعرفية أو الإدراكية لدى البالغين الذين لا يعانون من السكتة الدماغية والذين تتراوح أعمارهم بين 55 و88 عام. إضافةً إلى ذلك، تنخفض القدرات المعرفية المرتبطة بالفص الجبهي –كالتفكير والاستنتاج- لدى مرضى ارتفاع ضغط الدم بشكل أسرع من غيرهم، وذلك وفقًا لدراسة تجريبية سريرية طولية مقترنة بتحليل بيانات ثانوي لنتائج التدريب المعرفي المتقدم للمسنين المستقلين والمفعمين بالحيوية. وضحت العديد من الدراسات ارتباط ارتفاع ضغط الدم بالتدهور المعرفي، ومع ذلك، لم تجد دراسات أخرى نتائج مماثلة، وخلصت إلى عدم ارتباط الضغط الدموي بالوظيفة المعرفية، كدراسة مشروع شيكاغو للصحة والشيخوخة مثلًا.